# الكويت في الألعاب الآسيوية 1998
شاركت الكويت في دورة الألعاب الآسيوية 1998 التي أقيمت في بانكوك في تايلاند من 6 ديسمبر 1998 إلى 20 ديسمبر 1998. نجح رياضيو الكويت في حصد 4 ميداليات ذهبية و6 فضية و4 برونزية، ليصبح مجموع ميدالياتهم 14 ميدالية. احتلت الكويت المركز الرابع عشر في جدول الميداليات.